# J-invariante

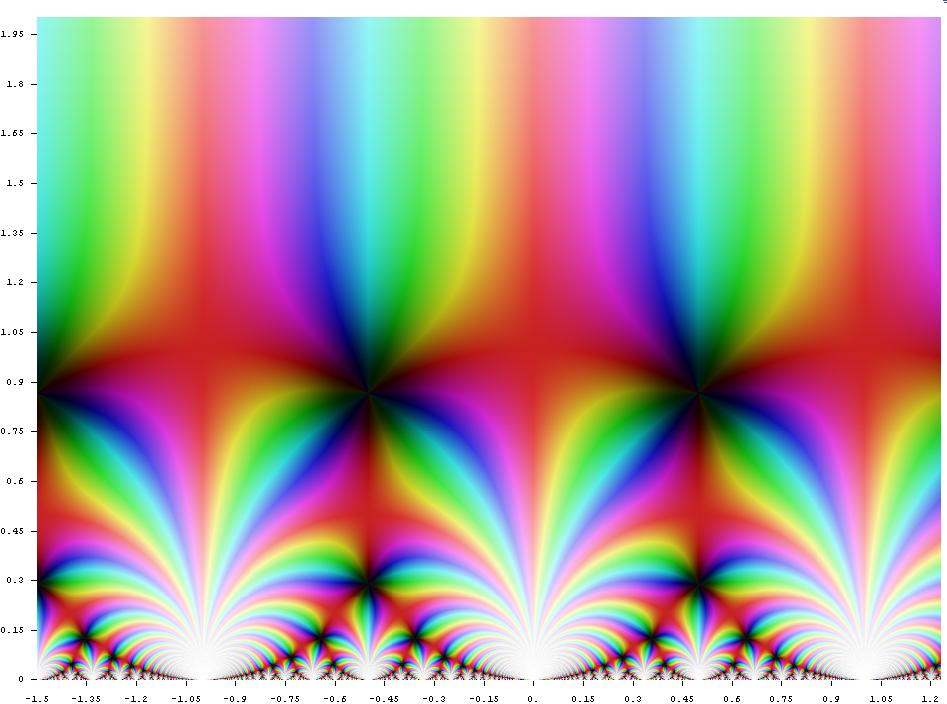
Klein j-invariante em um plano complexo.

Em matemática, Klein j-invariante, tida como uma função de uma variável complexa τ, é uma função modular definida sobre o semiplano superior de números complexos.

Nós temos: 
{\displaystyle j(\tau )=1728{g_{2}^{3} \over \Delta }.}
O discriminante modular {\displaystyle \Delta } é definido como
{\displaystyle \Delta =g_{2}^{3}-27g_{3}^{2}.\,}
O numerador e denominador acima são em termos dos invariantes modulares {\displaystyle g_{2}} and {\displaystyle g_{3}} das Funções elípticas de Weierstrass.
{\displaystyle g_{2}=60\sum _{(m,n)\neq (0,0)}(m+n\tau )^{-4},\qquad g_{3}=140\sum _{(m,n)\neq (0,0)}(m+n\tau )^{-6}}
e o discriminante modular.
Estes têm as propriedades que
{\displaystyle g_{2}(\tau +1)=g_{2}(\tau ),\;g_{2}(-\tau ^{-1})=\tau ^{4}g_{2}(\tau )\,}
{\displaystyle \Delta (\tau +1)=\Delta (\tau ),\;\Delta (-\tau ^{-1})=\tau ^{12}\Delta (\tau )\,}
e possuem as propriedades analíticas, tornando-os formas modulares. Δ  é uma forma modular de peso 12 pelo demonstrado acima, e {\displaystyle g_{2}} um de peso 4, de modo que o sua terceira potência é também de peso 12. O quociente é, portanto, uma função de modular de peso zero, o que significa j tem a propriedade absolutamente invariante que
{\displaystyle j(\tau +1)=j(\tau ),\;j(-\tau ^{-1})=j(\tau ).}